# Massacro di Tell al-Za'tar
Il massacro di Tell al-Zaʿtar (in arabo مذبحة تل الزعتر‎?, Madhīḥa Tell al-Zaʿtar) è avvenuto il 12 agosto 1976 durante la Guerra civile libanese. Tell al-Zaʿtar (La Collina del Timo) era un campo di rifugiati palestinesi gestito dall'UNRWA, e ospitava circa 50 000-60 000 rifugiati ed armati nella zona nordorientale di Beirut.

## Situazione precedente al massacro
Con il crollo dell'efficienza del governo libanese, le fazioni più radicali accrebbero la loro forza.
Vicino al campo di Tell al-Zaʿtar, i Palestinesi cominciarono a imporre la riscossione di imposte sulle creazioni di artigianato, per favorire la loro milizia armata nel campo di rifugiati e per esercitare la loro influenza sui cristiani libanesi residenti a Dekwaneh e nei villaggi vicini. Molti Palestinesi iniziarono a confiscare case e immobili per trasformarli in basi militari. Molti residenti della zona, prima del massacro, avevano chiesto la rimozione del campo.
Dopo che le forze delle Katāʾeb, dei Guardiani del Cedro e del Nimr ebbero assunto il controllo del quartiere beirutino di Karantina il 18 gennaio 1976, Tell al-Zaʿtar fu messo in stato di assedio secondo un piano elaborato dal generale maronita Michel Aoun, che in quel periodo comandava l'esercito in quella zona.
Il 4 gennaio 1976 fu creato un cordone di 300 soldati del Tanzīm e 100 soldati del Movimento Giovanile Libanese – MGL intorno al campo, per tentare di frenare i Palestinesi. 
Fu lasciata una strada aperta per permettere l'evacuazione dei Palestinesi verso Aley, ma i Palestinesi si rifiutarono di dialogare col Fronte Libanese.
Qualcuno sostiene, senza addurre alcuna prova a sostegno, che l'OLP avrebbe impedito a molti di andarsene dal campo, come aveva fatto a Karatina, prendendoli in tal modo in ostaggio. Le forze del Fronte Libanese circondarono e attaccarono Jisr al-Bāshā, mentre le truppe delle Katāʾeb e dei Guardiani del Cedro attaccarono l'adiacente area di Nabaa, a maggioranza sciita, che ospitava un gran numero di forze di orientamento progressista. 
Era iniziata la battaglia per i campi dei rifugiati, che costituì la resa finale dei conti tra Palestinesi e Fronte Libanese a Beirut. Fu una delle più aspre battaglie della guerra.
La Siria si propose come "mediatrice", sulla base di pretese giustificazioni storiche . Le forze siriane, insieme alle unità palestinesi filo-siriane di al-Ṣāʾiqa, intervennero ad aprile in risposta anche alle forti pressioni ricevute da parte delle milizie cristiane di destra, opposte ai Palestinesi.  L'influenza della Siria portò all'elezione a Presidente della Repubblica libanese di Elias Sarkis.
Entro la prima settimana di giugno, le forze siriane avevano creato un blocco intorno a Beirut Ovest, zona a maggioranza musulmana in cui risiedevano i quartier militari palestinesi, lasciando aperta solo la strada verso Sud. A partire dal 22 giugno le forze dei Falangisti cristiani, molti altri cristiani residenti a Ras el-Dekweneh e a Manṣūriyye, controllati dal Marun Khury, potendo contare sulle forze militari siriane che coprivano loro le spalle, intensificarono il blocco, trasformandolo in un assedio militare in piena regola, che durò 35 giorni. Le milizie cristiane avevano precedentemente assediato il campo dei rifugiati per 7 mesi. Quando l'11 giugno del 1976 gli assediati si arresero per mancanza di cibo e di munizioni, le milizie cristiane trucidarono un grande numero di Palestinesi di ogni sesso ed età e le vittime si contarono a migliaia. .
Il 13 luglio 1976 William Hawi, numero due delle Falangi libanesi fu ucciso da un cecchino palestinese a Tell al-Zaʿtar, mentre ispezionava le posizioni tenute dai suoi miliziani.

## Il massacro e le sue conseguenze

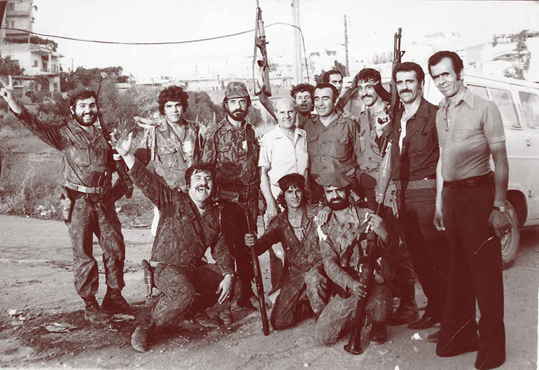
Il comandante delle Falangi, William Hawi (al centro), con i suoi combattenti durante l'assedio

Il 12 agosto il campo cadde definitivamente, in seguito a un assedio "a singhiozzo" durato parecchi mesi. Negli ultimi due mesi l'assedio era stato rinforzato. Il bombardamento dell'artiglieria pesante colpì buona parte del campo, facendo numerose vittime tra gli abitanti. John Bulloch, corrispondente del The Daily Telegraph a Beirut in quel periodo, scrisse: "Nella loro asprezza i comandanti palestinesi ordinarono alla loro artiglieria di aprire il fuoco sui margini del campo con l'apparente obiettivo di ostacolare gli attaccanti e aiutare coloro che si trovavano all'interno del campo; al contrario le bombe caddero tra le centinaia di persone che avevano attraversato il perimetro e cercavano di fuggire. Quando questo fu detto loro, i Palestinesi non cercarono in alcun modo di alzare il fuoco: volevano dei martiri".
Robert Fisk scrisse nel suo profilo biografico di Yāsser ʿArafāt, The Broken Revolutionary: "Quando, nel 1976, ʿArafāt ha avuto bisogno di martiri, ha chiesto una tregua intorno al campo di rifugiati assediato di Tell al-Zaʿtar, e poi ha ordinato ai suoi comandanti presenti al campo di far fuoco contro i loro nemici della destra cristiana libanese. Quando, a causa di ciò, i Falangisti e la milizia delle "Tigri" seminarono di cadaveri la loro avanzata su Tell al-Zaʿtar, ʿArafāt aprì un "villaggio martiri" per le vedove del campo nel villaggio cristiano saccheggiato di Damour. Alla sua prima visita, le vedove lo bersagliarono con pietre e frutta marcia. Ai giornalisti fu ordinato di allontanarsi sotto minaccia delle armi."
In un'intervista pubblicata su L.A. Weekly il 30 maggio 2002, lo stesso discusso Fisk ribadisce: "ʿArafāt è una persona profondamente immorale, o perlomeno amorale. Un uomo estremamente cinico. Ricordo quando il campo di rifugiati di Tell al-Zaʿtar si dovette arrendere alle forze cristiane durante la guerra civile libanese, una guerra estremamente brutale. Fu dato loro il permesso di arrendersi con un cessate il fuoco. Ma all'ultimo momento ʿArafāt disse ai suoi uomini di aprire il fuoco sulle forze cristiane che si stavano avvicinando per accettare la resa. Penso che ʿArafāt volesse più "martiri" palestinesi per dare maggiore visibilità e pubblicità alla situazione della Palestina nella guerra. Questo accadde nel 1976. Credetemi: ʿArafāt non è cambiato."
Si è affermato che il massacro contribuì a incrementare il crescente dissenso che serpeggiava tra i sunniti all'interno dello "Stato" governato dagli Alauiti. Seguì l'interruzione dell'offensiva siriana sull'OLP e sull'LNM: la Siria accettò la convocazione di un summit della Lega Araba che fermò temporaneamente la guerra civile.
L'OLP usò la città di Damour, già controllata dalla componente cristiana, per ospitare i sopravvissuti del massacro di Tell al-Zaʿtar. Damour, vicina alla principale strada a sud di Beirut, era stata il teatro di un massacro perpetrato dalle unità militari dell'OLP il 20 gennaio 1976. La popolazione ancora viva dopo il massacro era stata costretta a lasciare la città.
La spaccatura nel comando dell'OLP ebbe fine quando il movimento palestinese al-Ṣāʾiqa, sostenuto dalla Siria, fu espulso dall'OLP, lasciando il Fath come il solo partito dominante.
Hafez al-Assad, Presidente siriano, ricevette forti critiche e pressioni dal mondo arabo per il suo coinvolgimento nel massacro; questa critica, proprio come il dissenso interno che aveva causato governando da Alawita una regione a maggioranza sunnita, portò a un cessate il fuoco nella sua guerra contro le forze militari palestinesi.

## Stime del numero delle vittime
- Harris (p. 165) scrive che "Circa 3000 Palestinesi, per la maggior parte civili, morirono nell'assedio e in ciò che ne seguì"
- Cobban (p. 142) scrive che 1500 residenti del campo furono uccisi in un giorno, e un totale di 2200 furono uccisi nel corso degli eventi.
- James Ron (2003) p 84. stima in 1000-2000 il numero di morti.
- L'artista canadese Jayce Salloum Archiviato il 20 marzo 2008 in Internet Archive. afferma che 2000 persone morirono durante l'intero assedio, e 4000 furono ferite.
- La Lebanese-American Association stima che "diverse migliaia di civili rimasti là [durante l'assedio] furono uccise."
- World Socialist Web Site The bitter legacy of Syria's Hafez al-Assad, di Jean Shaoul e Chris Marsden, il 16 giugno 2000 fornisce una stima di "2 000 rifugiati" per il Massacro di Karantina e quello di Tell al-Zaʿtar messi insieme.